# آیشبرگ، تروتنبورگ
آیشبرگ (به آلمانی: Eichberg-Trautenburg) یک شهر در اتریش است که در لیبنیتس واقع شده‌است. آیشبرگ ۲۱٫۲ کیلومتر مربع مساحت دارد ۴۸۰ متر بالاتر از سطح دریا واقع شده‌است.